# Mk 25型魚雷
Mk 25型魚雷是一種飛機發射反水面船艦魚雷，由哥倫比亞大學戰爭研究部於1943年研發，以作為Mk 13型魚雷的替換品。
它的設計宗旨是要比Mk 13型魚雷有更高的速度、更高的強度，以及更簡易的生產。美國海軍森林公園軍械站於1946年生產了25枚魚雷供測試和評估之用，但Mk 25型魚雷並沒有大規模生產，這是因為Mk 13型魚雷在第二次世界大戰結束時仍有大量存貨積壓。再者，美國海軍飛機的角色亦由魚雷打擊平台轉變為反潛作戰平台。